# Лорен Лавера
Лорен Лавера (англ. Lauren LaVera, нар. 14 червня 1994, Філадельфія, США) — амриканська  акторка, майстриня бойових мистецтв і дублерка в кіно та на телебаченні. Відома роботою у серіалі Netflix «Залізний кулак» і головною роллю у фільмах жахів Демієна Леоне «Жахаючий 2» (2022) та «Жахаючий 3» (2024).

## Кар'єра
Дебютувала в 2017 році в телевізійному фільмі «Під квітами», маючи можливість того ж року, завдяки своїм акторським якостям і знанням бойових мистецтв, знятися в серіалі Marvel Studios і Netflix «Залізний кулак». У 2018 році знялася у короткометражному фільмі Пітера Одіорна «Покоління Ікс».
Наступного року брала участь у зйомках фільмів «Клінтон-роуд» та «Болота», в останньому знялися Адевале Акінуойє-Агбадже та Гізер Грем у головних ролях. У 2020 році брала участь у зйомках телесеріалів «Макгайвер» і «Послання з іншого світу», а також у різдвяному телефільмі «Смак Різдва».
У 2022 році отримала міжнародне визнання, знявшись у фільмі жахів «Жахаючий 2», продовженні успішного фільму Демієна Леоні, де зіграла Сієнну Шоу.
У 2023 році знялась у фільмі жахів Джо Лама «Плід». У лютому 2023 року компанія Bloody Disgusting анонсувала, що Лорен Лавера зіграє роль Лізи Грей у надприродному трилері «The Well» режисера Федеріко Дзампальоне. Акторка презентувала фільм на британському кінофестивалі FrightFest у лютому 2024 року . У 2023 році Лавера з'явилася як гість у пʼятому сезоні реаліті-шоу сервісу Shudder "Драгула братів Буле ", а в 2024 році — у двох серіях четвертого сезону серіалу «Закон і порядок: Організована злочинність» .
Лавера повторила свою роль Сієнни Шоу в різдвяному фільмі жахів Демієна Леоне «Жахаючий 3» (2024), який дебютував на першому місці у прокаті США з понад 18 мільйонів доларів касових зборів, ставши найприбутковішим у франшизі. Критика високо оцінила гру Лавери.
Акторка зіграла епізодичну роль у драматичному фільмі Майка Фланагана «Життя Чака», знятого за мотивами однойменного роману Стівена Кінга 2020 року, і виконає головну роль у фільмі жахів «Монстр» Даррена Лінна.

## Особисте життя
Окрім акторської кар'єри, має понад 19 років досвіду в бойових мистецтвах, включаючи тхеквондо, джиу-джитсу, кунг-Фу та муай-Тай, а також вивчає бокс, кікбоксинг, тренування зі зброєю та вогнепальну зброю. Також навчається бальним танцям і балету. Вільно володіє італійською мовою.
Одружилася в 2014 роціз чоловіком, з яким познайомилась під час подорожі Європою.

## Фільмографія

### Кіно
| Рік  | Назва українською | Оригінальна назва             | Роль                                  | Режисер                       |
| ---- | ----------------- | ----------------------------- | ------------------------------------- | ----------------------------- |
| 2016 | Спліт             | Split                         | Кейсі Кук (дублерка)                  | М. Найт Ш'ямалан              |
| 2017 | Болота            | Wetlands                      | «Лютик»/наркоторговиця                | Емануеле Делла Валле          |
| 2018 | Покоління Ікс     | The Middle of X               | Дівчина з Клубу анонімних алкоголіків | Пітер Одіорн                  |
| 2019 | Клінтон-роуд      | Clinton Road                  | Кайла                                 | Річард Гріко та Стів Стануліс |
| 2022 | Жахаючий 2        | Terrifier 2                   | Сієна                                 | Демієн Леоне                  |
| 2022 |                   | Gilly and Keeves: The Special | камео                                 | Джон МакКівер                 |
| 2022 |                   | Not for Nothing               | Келлі                                 | Тім Доулін і Френк Тарталья   |
| 2024 | Плід              | The Fetus                     | Алесса                                | Джо Лем                       |
| 2024 |                   | The Well                      | Ліза Грей                             |                               |
| 2024 | Жахаючий 3        | Terrifier 3                   | Сієнна Шоу                            | Демієн Леоне                  |
| 2024 | Життя Чака        | The Life of Chuck             |                                       | Майк Фленаґан                 |
| 2026 | Жахаючий 4        | Terrifier 4                   | Сієнна Шоу                            | Демієн Леоне                  |

### Телебачення
| Рік  | Назва українською       | Оригінальна назва                 | Роль           | Примітки  |
| ---- | ----------------------- | --------------------------------- | -------------- | --------- |
| 2017 | Під квітами             | Under the Flowers                 | По             | телефільм |
| 2017 | Залізний кулак          | Iron Fist                         | Сіара          | 1 епізод  |
| 2018 | Під квітами: Коло пекла | Under the Flowers: Circle of Hell | По             |           |
| 2020 | Макгайвер               | MacGyver                          | гравчиня       | 1 епізод  |
| 2020 | Послання з іншого світу | Dispatches from Elsewhere         | барвумен       | 2 епізоди |
| 2020 | Смак Різдва             | A Taste of Christmas              | Аріелла Кансіо | телефільм |
| 2021 | Мисливська антологія    | The Hunter's Anthology            | Кейт           | 1 епізод  |
| 2021 | Гіллі і Ківс            | Gilly and Keeves                  | Тана           | 2 епізоди |

### Короткометражні фільми
- (2016) Home Office
- (2017) Return Safely
- (2017) Candy
- (2018) Atmanous
- (2018) Mulk
- (2018) Catwoman Retribution
- (2018) Date. Click. Repeat.
- (2018) Slash
- (2019) No Means No
- (2019) Stag
- (2019) Out of My League
- (2019) Miss Barton's Famous Cakes
- (2019) The Undoing
- (2020) Princess Cut
- (2020) Kill or Be Killed
- (2021) Stalked
- (2021) Night of the Devil
- (2022) The Rainbow Prince
- (2024) Barely Recognizable